# سم كايند أوف بيوتفل
سم كايند أوف بيوتفل (بالإنجليزية: Some Kind of Beautiful)‏ هو فلم رومانسي كوميدي أمريكي تم إنتاجه في 2014، وهو من إخراج توم فوغان وبطولة بيرس بروسنان وسلمى حايك وجيسيكا ألبا، قصة الفلم تتكلم عن بروفيسور في الشعر اسمه ريتشارد (بروسنان) يلتقي بامرأة اسمها أوليفيا (حايك) التي تجبره على إعادة تقييم حياته في مسألة مذهب المتعة بعد تحمل إحدى طالباته كيت (ألبا) طفل منه، كان من المقرر للفلم أن تكون الممثلة كريستين سكوت توماس بدلاً من سلمى حايك لكنه تم استبدالها في الأخير.

## وصلات خارجية
- سم كايند أوف بيوتفل على موقع IMDb (الإنجليزية)
- سم كايند أوف بيوتفل على موقع ميتاكريتيك (الإنجليزية)
- سم كايند أوف بيوتفل على موقع روتن توميتوز (الإنجليزية)
- سم كايند أوف بيوتفل على موقع نتفليكس (الإنجليزية)
- سم كايند أوف بيوتفل على موقع قاعدة بيانات الأفلام العربية
- سم كايند أوف بيوتفل على موقع ألو سيني (الفرنسية)
- سم كايند أوف بيوتفل على موقع أول موفي (الإنجليزية)
- سم كايند أوف بيوتفل على موقع فيلمافينيتي (الإسبانية)
- سم كايند أوف بيوتفل على موقع قاعدة بيانات الفيلم (الإنجليزية)
- سم كايند أوف بيوتفل على موقع ليتربوكسد (الإنجليزية)
- سم كايند أوف بيوتوفول على قاعدة بيانات الأفلام على الإنترنت